# Umwelt
Nas teorias semióticas de Jakob von Uexküll e Thomas A. Sebeok , umwelt (plural: umwelten; do alemão Umwelt que significa "ambiente" ou "envolvente") é o "fundamento biológico que se encontra no próprio epicentro do estudo de ambas as comunicações e significação no animal humano [e não humano]".  O termo é geralmente traduzido como "mundo egocêntrico", ou, "perspectiva do ser em si mesmo".  Uexküll teorizou que os organismos podem ter umwelten diferentes, mesmo que compartilhem o mesmo ambiente. O termo umwelt, juntamente com os termos complementares Umgebung (um Umwelt visto por outro observador) e Innenwelt (o mapeamento do eu para o mundo dos objetos),  têm especial relevância para filósofos cognitivos, roboticistas e cibernéticos, pois oferecem uma solução para o enigma da regressão infinita do Teatro Cartesiano. A teoria designa, de modo geral, que a percepção de si mesmo e do mundo é afetada pela própria conformação (constituição) do ser.

## Discussão
Cada componente funcional de um umwelt tem um significado e, portanto, representa o modelo de mundo do organismo . Esses componentes funcionais correspondem aproximadamente às características perceptivas, conforme descrito por Anne Treisman . É também o mundo semiótico do organismo, incluindo todos os aspectos significativos do mundo para qualquer organismo em particular, ou seja, pode ser água, comida, abrigo, ameaças potenciais ou pontos de referência para navegação. Um organismo cria e remodela seu próprio umwelt quando interage com o mundo. Isso é chamado de 'círculo funcional'. A teoria afirma que a mente e o mundo são inseparáveis, pois é a mente que interpreta o mundo para o organismo. Consequentemente, os umwelten de diferentes organismos diferem, o que decorre da individualidade e singularidade da história de cada organismo. Quando dois umwelten interagem, isso cria uma semiosfera.
Como termo, umwelt também une todos os processos semióticos de um organismo em um todo. Internamente, um organismo é a soma de suas partes operando em círculos funcionais e, para sobreviver, todas as partes devem trabalhar cooperativamente. Isso é chamado de " umwelt coletivo " que modela o organismo como um sistema centralizado do nível celular para cima. Isso requer que a semiose de qualquer parte esteja continuamente conectada a qualquer outra semiose operando dentro do mesmo organismo. Se alguma coisa interromper esse processo, o organismo não funcionará com eficiência.
Os escritos de Uexküll mostram um interesse específico pelos vários mundos que ele acreditava existir ('conceitualmente') do ponto de vista do umwelt de diferentes criaturas, como carrapatos, ouriços-do-mar, amebas, águas- vivas e vermes do mar.

A virada biossemiótica na análise de Jakob von Uexküll ocorre em sua discussão sobre a relação do animal com seu ambiente. O umwelt é para ele um mundo-ambiente que é, segundo Agamben , "constituído por uma série mais ou menos ampla de elementos [chamados] 'portadores de significado' ou 'marcas' que são as únicas coisas que interessam ao animal" . Agamben continua parafraseando o exemplo do carrapato de Uexküll, dizendo:
"... este animal sem olhos encontra o caminho para seu ponto de observação [no topo de uma folha alta de grama] com a ajuda apenas da sensibilidade geral de sua pele à luz. A aproximação de sua presa torna-se aparente apenas para este bandido cego e surdo. através do olfato. O odor do ácido butírico, que emana dos folículos sebáceos de todos os mamíferos, funciona no carrapato como um sinal que faz com que ele abandone seu posto (em cima da folha de grama/arbusto) e caia cegamente Se ela tiver a sorte de cair sobre algo quente (o que ela percebe por meio de um órgão sensível a uma temperatura precisa), então ela atingiu sua presa, o animal de sangue quente, e depois disso precisa apenas da ajuda de seu sentido do tato para encontrar o ponto menos peludo possível e enfiar-se até a cabeça no tecido cutâneo de sua presa.Ela agora pode sugar lentamente um fluxo de sangue quente."
Assim, para o carrapato, o umwelt é reduzido a apenas três portadores (biossemióticos) de significância: (1) O odor do ácido butírico, que emana dos folículos sebáceos de todos os mamíferos; (2) A temperatura de 37°C (correspondente ao sangue de todos os mamíferos); e (3) A topografia peluda dos mamíferos.
Segundo Uexkül, devido às características biológicas, os animais podem ter umwelts diferentes, apesar da unidade do habitat físico. O homem, como qualquer outra espécie, tem seu próprio umwelt. Populações separadas de pessoas realizam seus próprios umwelts, mas não há divisão biológica das espécies em subespécies.
Umwelt é um mundo especial de percepção e ação, o mundo que cada espécie biológica e um indivíduo nele constrói para si mesmo, ao qual se adapta e que determina o modo de seu comportamento nele. Umwelt é uma determinada parte do mundo, pois cada ser vivo escolhe entre todas as muitas cores, polifonias, muitos gostos, muitos cheiros do mundo, de toda a variedade de sensações táteis associadas a possíveis contatos com objetos externos no mundo, apenas esses estímulos e esses sinais que correspondem às possibilidades dos órgãos dos sentidos desse ser vivo e atendem às suas necessidades de sobrevivência e atividade bem-sucedida.
Pode-se dizer também que o umwelt consiste em sinais que o animal recebe através dos sentidos e interpreta. Assim, umwelt é o mundo subjetivo do animal. É formado por duas esferas, esculpidas pelos órgãos dos sentidos e órgãos de ação da realidade circundante, o mundo perceptivo e o mundo operacional. Entre os sinônimos para o conceito de “umwelt” está o espaço comportamental da vida, um ambiente significativo.

## Críticos
A aplicação de Uexküll da noção de "umwelt" à pessoa humana foi contestada. Em "Welt und Umwelt" e "Die Wahrheit der Dinge", o filósofo e sociólogo Josef Pieper argumentou que a razão permite que a pessoa humana viva em "Welt" (mundo) enquanto plantas e animais de fato vivem em um Umwelt - uma noção que ele remonta muito além de Uexküll até Platão , Aristóteles e Tomás de Aquino.

## Literatura
·        Kull, Kalevi (1998). "On Semiosis, Umwelt, and Semiosphere". Semiotica. 120 (3/4): 299–310.
·        Naming Natureby Carol Kaesuk Yoon
·        Augustin, Prisca (2009). "Translating Jakob von Uexküll — Reframing Umweltlehre as biosemiotics". Sign Systems Studies. 37 (1/2): 281–298. doi:10.12697/SSS.2009.37.1-2.10.
·        View from the Oak by Herbert and Judith Kohl The New Press | https://thenewpress.com/books/view-from-oak